# East Island, västra Falklandsöarna
East Island är en ö i territoriet Falklandsöarna (Storbritannien). Den ligger i den nordvästra delen av ögruppen, 130 km väster om huvudstaden Stanley.